# Богопольський Арнольд Олександрович
Арно́льд Олекса́ндрович Богопольський (нар. 1939) — вчитель фізики, викладач фізико-математичного ліцею при Сумському державному університеті, заслужений вчитель УРСР.

## Життєпис
А. О. Богопольський народився у 1939 році.
Навчався у Буринській середній школі.
В 1961 році закінчив фізико-математичний факультет Сумського державного педагогічного інституту ім. А. С. Макаренка.
В 1963—1972 роках працював в тому ж інституті асистентом, старшим викладачем кафедри фізики.
Протягом 1972—1995 років викладав фізику у середній школі № 10, був заступником директора по науковій роботі фізико-математичного ліцею при Сумському державному університеті, в 1995—1998 роках був вчителем фізики у гімназії при Сумському державному університеті.
Постійно вів лекції на курсах підвищення кваліфікації вчителів, на республіканських та всесоюзних семінарах з питань викладання фізики виступав із доповідями.
За час своєї роботи створив та розвивав на практиці авторську програму поглибленого вивчення фізики в школі.
Його вихованці займали призові місця та здобували перемоги на республіканських і всесоюзних олімпіадах з фізики.
У 1998 році емігрував до Ізраїлю.

### Праці
У 2008 році в Їзраїлі видав російською мовою авторський навчальний посібник з фізики «Електрика та магнетизм».

## Нагороди
11 вересня 1990 року Указом Прзидії Верховної Ради Української РСР присвоєне почесне звання Заслуженого вчителя України УРСР.